# (33084) 1997 WX49
1997 WX49 (asteroide 33084) é um asteroide da cintura principal. Possui uma excentricidade de 0.13876280 e uma inclinação de 5.17815º.
Este asteroide foi descoberto no dia 26 de novembro de 1997 por LINEAR em Socorro.